# Cormes (Sarthe)
Cormes és un municipi francès situat al departament del Sarthe i a la regió de País del Loira. L'any 2007 tenia 858 habitants.

## Demografia

### Població
El 2007 la població de fet de Cormes era de 858 persones. Hi havia 344 famílies de les quals 74 eren unipersonals (37 homes vivint sols i 37 dones vivint soles), 123 parelles sense fills, 127 parelles amb fills i 20 famílies monoparentals amb fills.
La població ha evolucionat segons el següent gràfic:
Habitants censats

### Habitatges
El 2007 hi havia 397 habitatges, 345 eren l'habitatge principal de la família, 20 eren segones residències i 33 estaven desocupats. 393 eren cases i 4 eren apartaments. Dels 345 habitatges principals, 259 estaven ocupats pels seus propietaris, 84 estaven llogats i ocupats pels llogaters i 2 estaven cedits a títol gratuït; 15 tenien dues cambres, 59 en tenien tres, 86 en tenien quatre i 184 en tenien cinc o més. 212 habitatges disposaven pel capbaix d'una plaça de pàrquing. A 128 habitatges hi havia un automòbil i a 191 n'hi havia dos o més.

### Piràmide de població
La piràmide de població per edats i sexe el 2009 era:
| Homes | Edats   | Dones |
| ----- | ------- | ----- |
| 0     | 95 o +  | 0     |
| 0     | 90 a 94 | 8     |
| 0     | 85 a 89 | 4     |
| 8     | 80 a 84 | 4     |
| 24    | 75 a 79 | 16    |
| 12    | 70 a 74 | 16    |
| 16    | 65 a 69 | 20    |
| 20    | 60 a 64 | 16    |
| 20    | 55 a 59 | 16    |
| 24    | 50 a 54 | 20    |
| 44    | 45 a 49 | 36    |
| 44    | 40 a 44 | 64    |
| 36    | 35 a 39 | 24    |
| 16    | 30 a 34 | 32    |
| 32    | 25 a 29 | 16    |
| 28    | 20 a 24 | 12    |
| 48    | 15 a 19 | 48    |
| 48    | 10 a 14 | 24    |
| 12    | 5 a 9   | 12    |
| 12    | 0 a 4   | 20    |

## Economia
El 2007 la població en edat de treballar era de 590 persones, 473 eren actives i 117 eren inactives. De les 473 persones actives 444 estaven ocupades (236 homes i 208 dones) i 29 estaven aturades (11 homes i 18 dones). De les 117 persones inactives 44 estaven jubilades, 46 estaven estudiant i 27 estaven classificades com a «altres inactius».

### Ingressos
El 2009 a Cormes hi havia 360 unitats fiscals que integraven 910,5 persones, la mediana anual d'ingressos fiscals per persona era de 18.220 €.

### Activitats econòmiques
Dels 21 establiments que hi havia el 2007, 1 era d'una empresa extractiva, 1 d'una empresa alimentària, 3 d'empreses de fabricació d'altres productes industrials, 4 d'empreses de construcció, 4 d'empreses de comerç i reparació d'automòbils, 3 d'empreses d'hostatgeria i restauració, 1 d'una empresa de serveis, 1 d'una entitat de l'administració pública i 3 d'empreses classificades com a «altres activitats de serveis».
Dels 9 establiments de servei als particulars que hi havia el 2009, 2 eren tallers de reparació d'automòbils i de material agrícola, 1 paleta, 2 guixaires pintors, 1 fusteria, 2 perruqueries i 1 restaurant.
L'únic establiment comercial que hi havia el 2009 era una fleca.
L'any 2000 a Cormes hi havia 31 explotacions agrícoles que ocupaven un total de 1.881 hectàrees.

## Equipaments sanitaris i escolars
El 2009 hi havia una escola elemental.

## Poblacions properes
El següent diagrama mostra les poblacions més properes.